# グレッグ・カルーカス
グレッグ・カルーカス（Gregg Karukas、1956年5月18日 - ）は、メリーランド州出身のスムーズ・ジャズを主軸にしているピアニストで作曲家、プロデューサー。ギリシャ系アメリカ人。彼のリラックスした音楽はラジオ・ステーションでは欠かせない。

## 略歴
メリーランド州の、ワシントンD.C.に程近い町に生まれる。父親の音楽好きから6歳よりピアノを始める。10歳代になると、ビートルズ等のロック系アーティストやモータウン系アーティストを良く聴いていた。仲間とバンドを組みオルガンを演奏した。16歳頃にマイルス・デイヴィスのアルバム『ビッチェズ・ブリュー』を聴きエレクトリック・ジャズの影響も受け、幅広い音楽性を持つようになる。17歳の頃には古典スムーズ・ジャズを演奏し始め、ワシントンD.C.の人気バンドとなっていく。バークリー音楽院で音楽を学ぶが、教養以外の音楽性を求めてストリートに留まり、ワシントンD.C.でスタジオ・ミュージシャンをしていた。
1983年にロサンゼルスに移り、イエロージャケッツのラッセル・フェランテの紹介でロサンゼルスで音楽活動をしていく。リチャード・エリオット、デイヴィッド・ベノワ、デイヴ・コーズ等と共演。メリッサ・マンチェスターのグループに1年半在籍した。1986年にはザ・リッピントンズのオリジナル・メンバーとして処女作『ムーンライティング』に参加。実質、ザ・リッピントンズにクレジットされたのはこの一作だけだが、彼の音楽性が後のザ・リッピントンズにも引き継がれていく。
1987年にインデペンデント・レーベルよりデビュー・アルバム『The Night Owl』を発表。彼のアルバムにはよくボニー・ジェイムスやエリック・マリエンサル等、人気サックス奏者がゲスト出演している。1998年にリー・リトナーのレーベル「i.e.Music」に移籍し、アルバム『ブルー・タッチ』を発表。しかし、同年に「i.e.」の親会社ポリグラムがシーグラムに買収され、レーベルの方針が変わったため、GRPレコードの設立者でもあるデイヴ・グルーシンとラリー・ローゼンのレーベル「N2K Encorded Music」に移籍。2000年にアルバム『Nightshift』を発表。2002年にはアルバム『Heatwave』を「N-Coded Music」（N2Kから名称変更）より発表している。2021年には初のソロ・ピアノ・アルバムとなるSerenataを発表。ミルトン・ナシメント等ブラジルのミュージシャンのカバー曲を中心としたアルバムとなる。

## ディスコグラフィ

### スタジオ・アルバム
- The Night Owl (1987年、Nightowl)
- Key Witness (1990年、Nightowl)
- Sound of Emotion (1992年、Nightowl)
- Summerhouse (1993年、Nightowl)
- 『ホーム・フォー・ザ・ホリデイズ』 - Home for the Holidays (1993年、Fahrenheit/Nightowl) ※with シェルビー・フリント
- 『ユール・ノウ・イッツ・ミー』 - You'll Know It's Me (1995年、Nightowl)
- 『ブルー・タッチ』 - Blue Touch (1998年、i.e./Polygram)
- Nightshift (2000年、N2K)
- Heatwave (2002年、N-Coded/Warlock)
- Looking Up (2005年、Nightowl)
- GK (2009年、Nightowl)
- Soul Secrets (2014年、Nightowl)
- Serenata (2021年、	Nightowl)

### コンピレーション・アルバム
- 『グレッグ・カルーカス』 - Gregg Karukas (2004年、明幸産業) ※日本盤のみ